# Gong (musikgrupp)

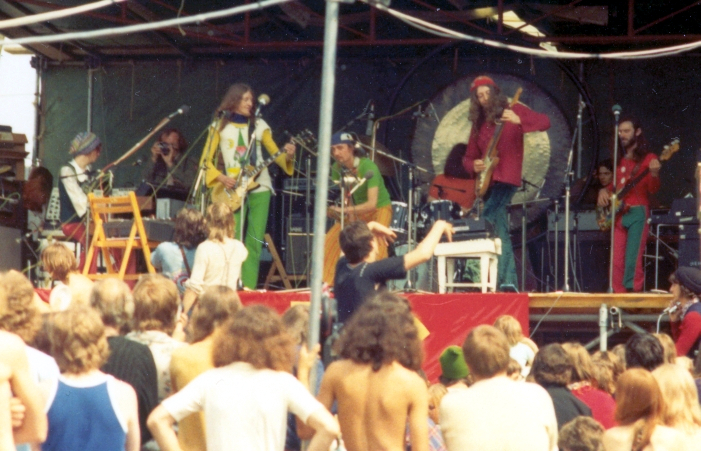
Gong, Hyde Park, London, 1974

Gong är ett multinationellt och svårdefinierbart progressiv rock/space rock/psykedelisk rock/fusionband med medlemmar från så skilda länder som Frankrike, Algeriet, England och Australien. Verksamma mestadels i Frankrike från slutet av 1960-talet fram till idag.
Daevid Allen hade tidigare medverkat på Canterbury scene-bandet Soft Machines debutalbum från 1966
Ett av de galnare, och samtidigt roligare banden under sin tid. Ibland har ifrågasättbara paralleller mellan Daevid Allen, bandets australiensiska grundare och Frank Zappa dragits, mestadels på grund av deras underfundiga texter, som dock skiljer sig markant från varandra vad gäller innehåll. I Gongs texter, speciellt under trilogin Flying Teapot, Angel's Egg, You leds man in vad man som kan kallas för Allens "mytologiska" sagovärld, fylld av gudar, gnomer, s.k. pothead pixies, och den sällan närvarande Zero the Hero. Redan tidigare hade bandets medlemmar börjat hålla sig med alter egon, som i viss mån kom att inkorporeras i mytologin. Till exempel gick Allen ibland under tillnamnet Captain Capricorn och Didier Malherbe kallades (The Good Count) Bloomdido Bad de Grass.
Gongs musik spretar åt olika håll, ibland är den mörk och nästan skrämmande suggestiv som på den tidiga skivan Camembert Electrique, andra gånger väldigt ljus och humoristisk, som på den senare You. Första skivan, Magic Brother, Mystic Sister, andas ganska mycket 60-tal med influenser från bland andra Beatles.
Efter att Allen, sångerskan Gilli Smyth och Steve Hillage (Gitarr) i mitten av 70-talet lämnade bandet på grund av olika skäl tog trummisen Pierre Moerlen över kontrollen i bandet, rekryterade den senare världskände virtuosa fusiongitarristen Allan Holdsworth och gav bandet en ny kurs, som var mer kallt perfektionistisk, instrumental och jazz fusioninriktad. 
Som en kul notis kan nämnas att Allen under några år återvände till Australien och körde taxi där.
Den första skivan som släpptes efter detta var LP:n Shamal, vilken också på gott och ont verkligen låter som vad den är - ett band på väg från ett sound till ett annat.
De följande åren släppte denna helt nya konstellation ett antal skivor, Gazeuse, Expresso II, etc. Samtidigt återförenades Smyth, Allen, Malherbe, Hillage och andra tidigare medlemmar tidvis för att göra konserter eller som 1992 för att spela in nytt material. (Shapeshifter) 
Tidvis fanns det sålunda två band som gick under namnet Gong, även om Moerlen ganska snart lade sig till med ett "Pierre Moerlens" framför namnet för att undvika misstag.
Under årens lopp har förutom studioalbum också släppts ett stort antal liveskivor, samlingar och bootlegs, av vilka vissa ingår i den inkompletta diskografin nedan.

## Diskografi

### Studioalbum
- 1970 - Magick Brother, Mystic Sister
- 1971 - Bananamoon (Daevid Allen)
- 1971 - Camembert Electrique
- 1971 - Continental Circus
- 1971 - Obsolete (Dashiell Hedeyat & Gong)
- 1973 - Flying Teapot (Radio Gnome trilogy, part 1)
- 1973 - Angel's Egg (Radio Gnome trilogy, part 2)
- 1974 - You (Radio Gnome trilogy, part 3)
- 1976 - Shamal
- 1977 - Gazeuse! aka Expresso
- 1978 - Expresso II
- 1979 - Downwind
- 1979 - Time is the Key
- 1981 - Leave It Open (Moerlen's Gong)
- 1986 - Breakthrough
- 1988 - Second Wind
- 1992 - Shapeshifter
- 1995 - Camembert Eclectique
- 1998 - Family Jewels
- 2000 - Zero to Infinity
- 2004 - Acid Motherhood
- 2009 - 2032
- 2014 - I See You
- 2016 - Rejoice! I'm Dead!
- 2019 - The Universe Also Collapses!

### Livealbum
- 1971 - Glastonbury Fayre
- 1977 - Gong Live, Etc
- 1977 - Live Floating Anarchy 1977
- 1978 - Gong est Mort? Viva Gong!
- 1980 - Pierre Moerlen's Gong Live
- 1990 - Live At Sheffield ’74
- 1993 - Live On T.V. 1990
- 1995 - 25th Birthday Party
- 1998 - Full Circle - Live 1988
- 2000 - Live 2 Infinitea
- 2005 - Live In Sherwood Forest '75

### Samlingsalbum
- 1973 - Greasy Truckers: Live At Dingwall's Dance Hall
- 1986 - Wingful of Eyes
- 1989 - The Mystery and the History of the Planet Gong
- 1999 - The Other Side Of The Sky (A Collection)
- 2000 - The Best of Gong
- 2003 - The World Of Daevid Allen And Gong